# توماس دومينغيز
توماس دومينغيز (بالإسبانية: Tomás Domínguez Taunton)‏ هو لاعب كرة قدم مكسيكي في مركز الوسط، ولد في 14 فبراير 1986 في مدينة مكسيكو في المكسيك. لعب مع طوروس نيزا ونادي أتلانتي.

## وصلات خارجية
- توماس دومينغيز على موقع إي إس بي إن إف سي (الإنجليزية)
- توماس دومينغيز على موقع قاعدة بيانات كرة القدم.إي يو (الإنجليزية)